# PetroChina
PetroChina (кит. упр. 中国石油天然气股份有限公司, пиньинь zhōngguó shíyóu tiānránqì gǔfèn yǒuxiàn gōngsī), Петрочайна — китайская нефтегазовая компания. PetroChina была создана как часть китайской государственной CNPC в ноябре 1999 года. В ходе реструктуризации CNPC в состав PetroChina были переведены активы по добыче, переработке, нефтехимии и природному газу. Организационно-правовая форма PetroChina — акционерная компания. Контрольный пакет акций PetroChina принадлежит CNPC. Штаб-квартира — в Пекине. Более 60 % выручки приходится на КНР. В списке крупнейших компаний мира Forbes Global 2000 за 2022 год заняла 21-е место (5-е по размеру выручки, 56-е по чистой прибыли, 104-е по активам и 80-е по рыночной капитализации).

## История
К концу 1970-х годов КНР вошла в число крупнейших нефтедобывающих стран, добывая около 100 млн тонн нефти в год, однако нефтегазодобывающие и нефтеперерабатывающие активы были разбросаны по различным компаниям и государственным ведомствам. В 1980-х годах из них были сформированы несколько крупных корпораций, Китайская национальная шельфовая нефтяная корпорация (1982 год), Китайская нефтехимическая корпорация (1983 год), Китайская национальная нефтегазовая корпорация (CNPC, 1988 год). 5 ноября 1999 года последняя из них создала дочернюю компанию China National Petroleum Co., Ltd. (сокращённо PetroChina), в которую были включены наиболее ценные активы CNPC, однако только треть от полтора миллионов сотрудников.
В 2000 году было произведено первичное размещение акций PetroChina на Гонконгской и Нью-Йоркской фондовых биржах, которое в целом разочаровало, сумма подписки на акции составила $2,9 млрд вместо ожидавшихся $7 млрд, 20 % из них приобрела британская BP; большинство пенсионных фондов США бойкотировало предложение акций из-за связей CNPC с военным режимом в Судане, загрязнению окружающей среды в Тибете и ущемлении прав рабочих.
В сентябре 2005 года была проведена дополнительная эмиссия акций (3 млрд акций класса H по цене HK$6 за акцию).
В октябре 2007 года было размещено 4 млрд акций класса A на Шанхайской фондовой бирже (4 млрд акций по RMB16,7 за акцию). Контрольный пакет остался у CNPC, на конец 2018 года корпорации принадлежало 81,03 % акций (часть из них через дочернее общество Fairy King Investments Limited).
В ноябре 2007 года PetroChina стала крупнейшей по капитализации компанией мира, общая стоимость акций достигла 1,1 трлн долларов США. В первый же день размещения своих акций на Шанхайской фондовой бирже, акции PetroChina выросли на 163 % — с 16,7 юаня ($2,2) до 43,96 юаня ($5,9). Отношение капитализации к прибыли (P/E) PetroChina за 2006 год составляло 52,2. Это объяснялось параллельным существованием в Китае двух фондовых рынков — внутреннего, доступного только для местных инвесторов, интенсивно росшего на протяжении всего 2007 года, и фондового рынка Гонконга, не доступного для инвесторов из Китая и предназначенного для иностранцев. Капитализация PetroChina на гонконгском рынке на ту же дату составила всего $424 млрд (второе место в мире после ExxonMobil). В конце 2009 года компания вновь стала крупнейшей компанией в мире по рыночной капитализации ($370 млрд).
В 2007 году компанией было открыто крупное месторождение нефти Цзидун Наньпу в заливе Бохайвань, запасы которого оцениваются в 3 млрд баррелей.
19 августва 2009 года PetroChina подписало соглашение с ExxonMobil стоимостью A$50 млрд о поставках сжиженного природного газа с месторождения Горгон в западной Австралии. В сентябре 2009 года начал работу крупнейший нефтеперерабатывающий и нефтехимический комплекс в Китае в районе Майтаг (Синьцзян-Уйгурский автономный район); он способен перерабатывать 10 млн тонн нефти в год (202 тыс. баррелей в день) и производить 1 млн тонн этилена; его строительство обошлось в 30 млрд юаней ($4,4 млрд), в основном он ориентирован на нефть, импортированную из Казахстана.
В феврале 2011 года за $5,4 млрд была куплена 49-процентная доля в месторождении сланцевого газа Дюверней в Канаде.
С 2019 года компания начала поставки дизельного топлива в Европу, в частности в Италию.

## Деятельность
Компания занимается разведкой, разработкой и добычей нефти и природного газа, а также переработкой, транспортировкой и распределением нефти и нефтепродуктов, продуктов нефтехимии и продажей природного газа.
Основные подразделения Петрочайна:
- Геологоразведка и добыча
- Нефтепереработка и нефтехимия
- Маркетинг
- Природный газ и трубопроводы
- Прочее

### Месторождения и запасы
Доказанные запасы нефти на конец 2021 года составляли 6,064 млрд баррелей, природного газа 2,121 трлн м³, в сумме 18,55 млрд баррелей в нефтяном эквиваленте. Добыча нефти была на уровне 888 млн баррелей, природного газа 125 млрд м³, в сумме 1,625 млрд баррелей в нефтяном эквиваленте в год, или 4,452 млн баррелей в сутки. Наибольшее значение имеют следующие месторождения:
- Дацин — нефтяное месторождение в бассейне Сунляо, занимающее площадь около 4 тысяч км²; запасы 1,5 млрд баррелей, добыча 633 тысячи баррелей в сутки;
- Чанцин — нефтегазовое месторождение, открытое в начале 1990-х годов на севере КНР; запасы нефти 2,1 млрд баррелей, добыча 481 тысяча баррелей в сутки, запасы природного газа 720 млрд м³, добыча 93 млн м³ в сутки;
- Синьцзян — нефтяное месторождение в Джунгарском нефтегазоносном бассейне на северо-западе КНР, разработка которого началась в 1951 году; запасы нефти 1 млрд баррелей, добыча 232 тысячи баррелей в сутки;
- Тарим — нефтегазоносный бассейн на северо-западе КНР; запасы 646 млрд м³, добыча 67 млн м³ в сутки;
- Илакэ — нефтегазовое месторождение, открытое в 2003 году на северо-западе КНР; запасы нефти 80 млн тонн, запасы природного газа  100 млрд м³;
- Чуаньюй — газоносное месторождение на западе КНР площадью около 9 тысяч км², разработка которого началась в 1950-х годах; запасы 393 млрд м³, добыча 56 млн м³ в сутки[2].

### Нефтепереработка
Компании в КНР принадлежит 29 нефтеперерабатывающих и нефтехимических предприятий. Общая производительность НПЗ составляет 3,78 млн баррелей в сутки. В 2021 году было переработано 1,225 млрд баррелей нефти (165,8 млн тонн, 3,356 млн баррелей в сутки), выход готовой продукции включал: бензина — 49,4 млн т, дизельного топлива — 48,2 млн т, керосина — 11,1 млн т. Из нефтехимической продукции наибольшее значение имеют этилен (6,71 млн т), синтетические смолы (10,9 млн т), синтетические волокна и полимеры (1,15 млн т), мочевина (2,42 млн т), синтетический каучук (1,04 мле т).
Компании принадлежит 22 800 автозаправочных станций, продажи топлива за 2021 год составили 163,3 млн тонн, из них 112,5 млн тонн — в Китае; доля на рынке КНР — 35,3 %.
|                     | 2000…  | 2005…  | 2010  | 2011  | 2012  | 2013  | 2014  | 2015  | 2016  | 2017  | 2018  | 2019  | 2020  | 2021  |
| ------------------- | ------ | ------ | ----- | ----- | ----- | ----- | ----- | ----- | ----- | ----- | ----- | ----- | ----- | ----- |
| Оборот              | 0,245… | 0,553… | 1,465 | 2,004 | 2,195 | 2,258 | 2,283 | 1,725 | 1,617 | 2,016 | 2,354 | 2,517 | 1,934 | 2,614 |
| Чистая прибыль      | 0,055… | 0,140… | 0,151 | 0,146 | 0,131 | 0,142 | 0,119 | 0,042 | 0,029 | 0,037 | 0,072 | 0,046 | 0,019 | 0,092 |
| Активы              | 0,432… | 0,784… | 1,656 | 1,918 | 2,169 | 2,342 | 2,405 | 2,394 | 2,397 | 2,405 | 2,432 | 2,733 | 2,488 | 2,502 |
| Собственный капитал | 0,272… | 0,546… | 1,010 | 1,083 | 1,181 | 1,270 | 1,318 | 1,344 | 1,373 | 1,381 | 1,411 | 1,444 | 1,367 | 1,409 |

## Происшествия
16 июля 2010 года на нефтепроводе, принадлежащем компании, в порту города Далянь произошёл взрыв (по некоторым данным, в процессе перекачивания нефти из танкера); возникший пожар не могли потушить 15 часов. В результате в Жёлтое море вылилось как минимум 1,5 тыс. т нефти, что повлекло загрязнение 430 км² водной поверхности.

## Дочерние компании
- Daqing Oilfield Company Limited (КНР, 100 %)
- CNPC Exploration and Development Company Limited (КНР, 57,14 %)
- PetroChina Hong Kong Limited (Гонконг, 100 %)
- PetroChina International Investment Company Limited (КНР, 100 %)
- PetroChina International Company Limited (КНР, 100 %)
- PetroChina Pipelines Co., Ltd. (КНР, 72,26 %)
- PetroChina Kazakhstan (Казахстан)

| Компания                               | PetroChina | Sinopec  | CNOOC  |
| -------------------------------------- | ---------- | -------- | ------ |
| Оборот, млрд юаней                     | 2354       | 2891     | 227    |
| Чистая прибыль, млрд юаней             | 72,416     | 61,618   | 52,688 |
| Активы, млрд юаней                     | 2432       | 1592     | 679    |
| Собственный капитал, млрд юаней        | 1411       | 856,54   | 417,37 |
| Рыночная капитализация, US$            | 198        | 96       | 76     |
| Сотрудников, тыс. чел.                 | 476,2      | 423,5    | 18,3   |
| Запасы, млрд баррелей                  | 20,39      | 2,80     | 4,96   |
| Добыча, млн баррелей в сутки           | 4,17       | 1,13     | 1,30   |
| Нефтепереработка, млн баррелей в сутки | 3,78       | 4,9      | -      |
| Автозаправок                           | 22 тысячи  | 30 тысяч | -      |

Примечание. Данные за 2018 год, рыночная капитализация на май 2019 года. Все три компании являются публично торгуемыми дочерними структурами государственных компаний КНР (Китайская национальная нефтегазовая корпорация, Китайская нефтехимическая корпорация и Китайская национальная шельфовая нефтяная корпорация соответственно); на эти дочерние структуры приходится почти вся деятельность.